# Whitworth Engineering
Die Whitworth Engineering Co. Ltd. war ein britischer Automobilhersteller, der 1919–1920 in Finchley (London) ansässig war.
Neben dem Hammond bot die Firma nur 1920 auch einen Wagen unter eigenem Namen an. Es handelte sich dabei allerdings um den schon aus dem Vorjahr bekannten Hammond 11/22 hp mit 2,25-l-Vierzylinder-Reihenmotor und 22 bhp (16,2 kW) Leistung. Wie der Hammond kam auch das „neue alte Modell“ nicht auf dem Markt an und verschwand umgehend wieder.

## Quelle
- David Culshaw & Peter Horrobin: The Complete Catalogue of British Cars 1895–1975. Veloce Publishing plc. Dorchester (1997). ISBN 1-874105-93-6